# Mauzoleum Muhammada V
Mauzoleum Muhammada V (arab. ‏ضريح محمد الخامس‎; fr. Mausoleum de Mohammed V) – mauzoleum w Rabacie, miejsce spoczynku zmarłego sułtana Muhammada V i jego dwóch synów: Hassana II i Mulaja Abdullaha. Mauzoleum wzniesiono w tradycyjnym marokańskim stylu z zielonym dachem, symbolizującym islam i bogatymi zdobieniami. Budowla stoi na wydzielonym obszarze miasta na wprost Wieży Hasana i ruin dawnego meczetu. Architektem był Wietnamczyk Eric Vo Toan. Budowę ukończono w 1971 roku.